# Cascata di Foroglio
La cascata di Foroglio è una cascata situata nei pressi di Foroglio, frazione del comune di Cevio, in Val Bavona.